# دي جي رشاد
دي جي رشاد (بالإنجليزية: DJ Rashad)‏ هو منتج أسطوانات ودي جيه أمريكي، ولد في 9 أكتوبر 1979 في هاموند في الولايات المتحدة، وتوفي في 26 أبريل 2014 في شيكاغو في الولايات المتحدة بسبب جرعة زائدة.

## وصلات خارجية
- دي جي رشاد على موقع IMDb (الإنجليزية)
- دي جي رشاد على موقع ميوزك برينز (الإنجليزية)
- دي جي رشاد على موقع أول ميوزيك (الإنجليزية)
- دي جي رشاد على موقع ديسكوغز (الإنجليزية)